# Östra insjön
Östra insjön este o arie protejată (arie specială de conservare — SAC, sit de importanță comunitară — SCI) din Finlanda întinsă pe o suprafață de 1,86 ha, integral pe uscat.

## Localizare
Centrul sitului Östra insjön este situat la coordonatele 60°13′46″N 19°32′40″E / 60.229444°N 19.544444°E.

## Înființare
Situl Östra insjön a fost declarat sit de importanță comunitară în octombrie 1997 pentru a proteja un număr necunoscut de specii din flora spontană și fauna sălbatică aflate în arealul zonei. Situl a fost protejat și ca arie specială de conservare în decembrie 2015.

## Biodiversitate
Situată în ecoregiunea boreală, aria protejată conține 2 habitate naturale: Pajiști uscate seminaturale și facies de acoperire cu tufișuri pe substraturi calcaroase (Festuco-Brometalia) (* situri importante pentru orhidee), Mlaștini alcaline.
La baza desemnării sitului se află un număr nedeclarat de specii protejate.